# رباعيات الخيام

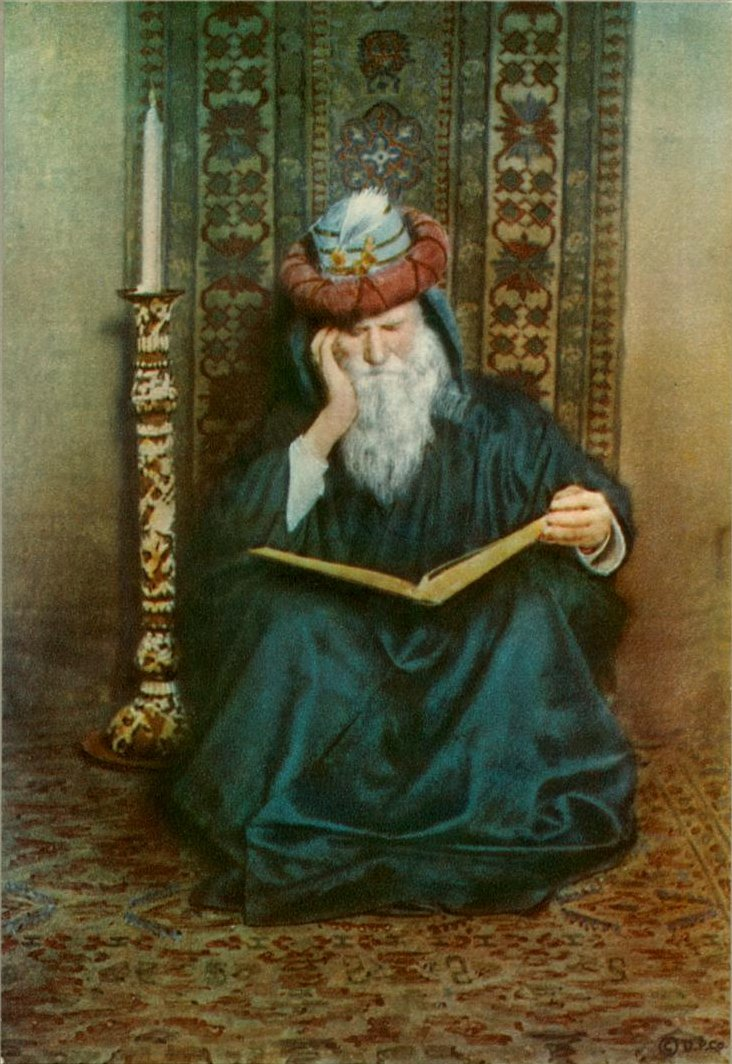
عمر الخيام بريشة الرسامة أديلايد هانسكوم ليسون

الرباعيات نوع من الشعر مشهور في الشعر الفارسي وقد عرف به عمر الخيّام، وهو غياث الدين أبو الفتوح عمر بن إبراهيم الخيام المعروف بعمر الخيام (1048 - 1131 م) وهو شاعر فارسي، وعالم في الفَلَك والرياضيات. ولعلها كُتِبَت في أوائل القرن الثاني عشر الميلادي/ 568 هـ ويأتي العنوان من صيغة الجمع للكلمة العربية رباعية، والتي تشير إلى قالب من قوالب الشعر الفارسي. والرباعية مقطوعة شعرية من أربعة أبيات تدور حول موضوع معين، وتكوّن فكرة تامة. وفيها إما أن تتفق قافية الشطرين الأول والثاني مع الرابع، أو تتفق جميع الشطور الأربعة في القافية.

## تأصيل الكلمة
وكلمة رباعيات تشير، عامة، إلى أي مجموعة من مثل تلك المقطوعات. وتتألف رباعيات عمر الخيام من رباعيات يُفْتَرض أنه ناظمُها، وبمرور السنين، نُسبت إليه أكثر من 2,000 رباعية. في حين أن من المعروف على وجه اليقين أنه نظم أقل من 200 من هذه الرباعيات.[بحاجة لمصدر]

## الرباعيات الصحيحة والسقيمة
ينظر دارسو الخيام الخبراء بحياته وتأليفاته، إلى الأشعار المنسوبة له من زاويتين: الأولى: وهي نظرة من خارج رباعياته تعتمد المستندات والمخطوطات.. والثانية: نظرة من داخل رباعياته تستند إلى فكره وفلسفته وأسلوبه في الحياة.
تتوزع الرباعيات المنسوبة للخيام إلى ثلاثة أنواع على الأقل. يحذف النقاد اليوم قسمين أو نوعين منها ويستثني قسماً على النحو التالي:
أولاً:
كان للخيام منزلة اجتماعية وثقافية مرموقة في عصره. فالشاعر الذي يعيش حياة مرفهة بعيدة عن الفاقة، لا يمكن أن يعاني في أشعاره من الفقر والحرمان المادي وأن يذم، أو يلعن القدر الذي أذله بالجوع والعوز والثياب الرثة. وكدليل إضافي إلى ما ذكرناه عن الحالة الاجتماعية للخيام يكتب الخاقاني وهو من كبار شعراء القرن السادس في منشآته عن لسان الخيام أنه كان يتقاضى سنوياً من الديوان العالي مبلغاً قدره عشرة آلاف دينار. وطبعاً يعتبر هذا المبلغ خيالياً لذلك العصر والزمان.
على هذا الأساس فالرباعيات التي تنسب للخيام وفيها الشكوى والتألم من الفقر والمعاناة من الحرمان هي ليست له قطعاً. ويبقى أن نضيف هنا أن القناعة التي تظهر في بعض رباعياته الصحيحة هي موضوع آخر، لا علاقة له بالفقر.
ثانياً:
أما الرباعيات الأخرى التي تدل على الاستخفاف بالكائنات والقدر واللجوء إلى الحانات والتورط في الفضائح أيضاً ليست من شيم الخيام الذي حصل في زمانه على ألقاب مثل حجة الحق وهو لقب يعادل حجة الإسلام الذي لقب به الغزالي، أو الحجة عند الإسماعيلية. وقد كان عنوان حجة الحق قبل الخيام يحمله ابن سينا ومن بعد الخيام منح للشاعر الشهير الحكيم أنوري. وكانوا يطلقون على الخيام أيضاً لقب الامام وهو لقب كان يطلق على من يتصدر الملأ في العلم والحكمة.
إذن؛ كيف يتسنى لهذا الحكيم أن يكون في النهار إماماً ودستوراً وحجة للحق وفي الليل متسكعاً في البارات والحانات وبيوت الدعارة ودور الخمارة وإلى ما شابهها؟
ثالثاً:
ونصل هنا إلى الرباعيات التي يعتبرها النقاد صحيحة ويتسنى لها أن تكون وليدة فكر الخيام. هذه الرباعيات لا يتجاوز عددها عن مائتي رباعية.
تحتوي هذه الرباعيات على أسئلة عن الكينونة والوجود والإنسان والقدر والمصير والجبر والاختيار، والتمييز بين الزهد الحقيقي والزهد المزيف، والحث على الصدق والعدل وخدمة الناس التي يعتبرها الخيام هي أساس الدين. فهو إذن يحارب من أجل استقرار العدالة الاجتماعية التي لا يشهد لها التاريخ استقراراً.
وطبعاً تأتي الموضوعة الملقاة على عاتق الرباعية من قبل الخيام، في أغلب الأحيان، على شكل التساؤل. وإن طرح الاسئلة لا تدل على الانكار وإنما هي تحريض على الحركية في الأذهان، ومحاولة منه للوصول إلى المعرفة، والفيلسوف طبعاً ينشئ أساس فكره على الحركة، لا السكون، ولأنه لا يصل إلى جواب مقنع لأسئلته، فنراه حزيناً تارهً ومحبطاً تارةً أخرى، أو غاضباً أحياناً، أو تاركاً أفكاره الحائرة ليد المجهول.

## لغة الخيام ومفرداته

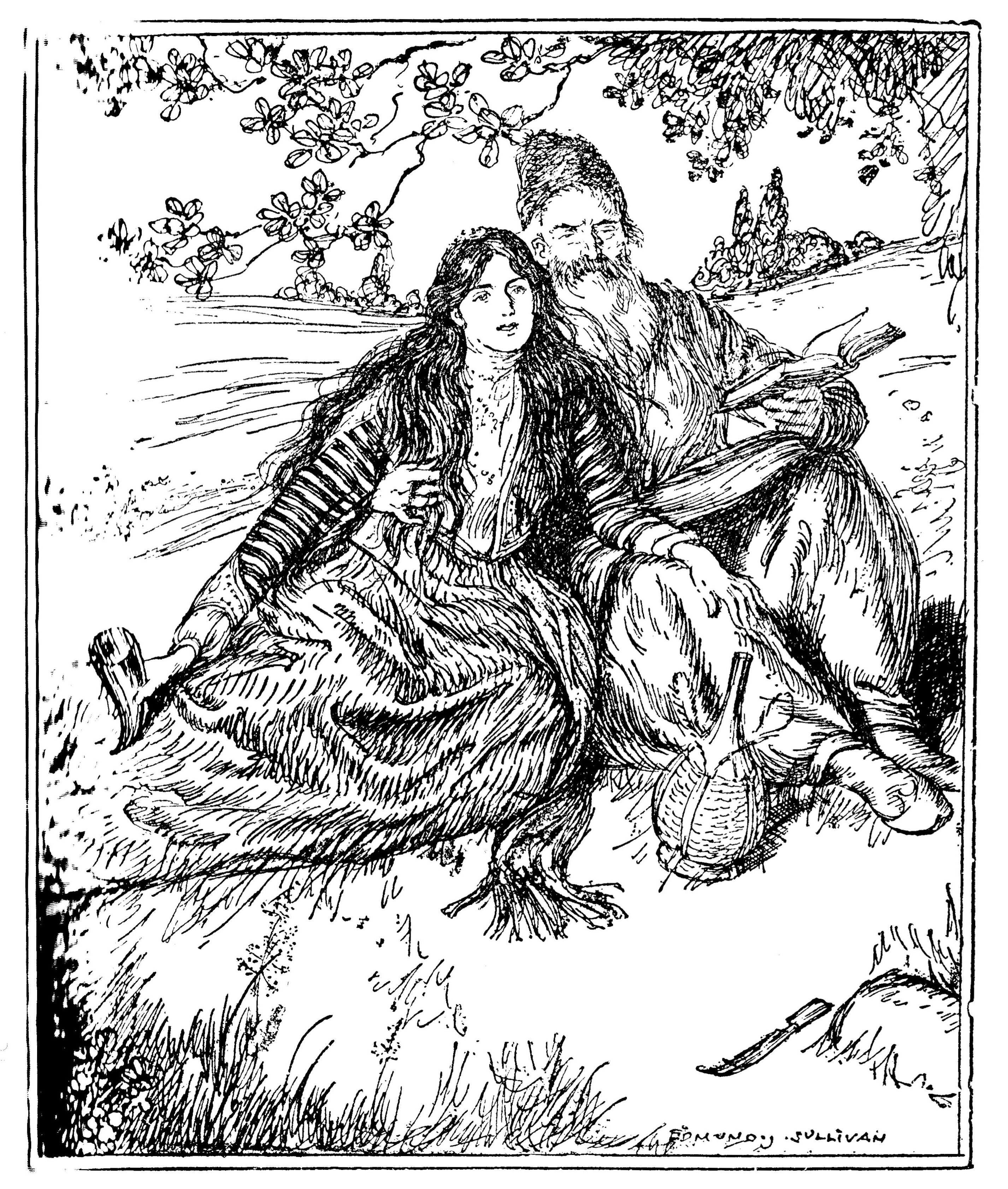

این قافلهٔ عُمر عجب میگذرد، تُرجمت إلى ما أسرع ما يسير ركب العمر

تتميز رباعيات الخيام بلغة سلسة، سهلة البيان بلا تكلف أو تعقيد، تمس صميم حياة البشر، دون تمايز بين طبقات المجتمع، من عالمها إلى عاميها، ومن ثريها إلى فقيرها، فالجميع يشتاق إلى معرفة مصيره ومثواه وخالقه وجدوى حياته.
الموضوع الجدير بالذكر هنا، هو استخدام كلمات وعبارات قابلة للتأويل في الرباعيات. أهمها استخدام أشياء متداولة وفي متناول أيدي الناس وخاصة في مدينة نيسابور المشهورة بصناعة الفخار آنذاك. فتتجسد في الرباعيات مفردات كالقدح والاناء والكوز والصراحي والكؤوس.
فالشاعر ابن زمانه ويستلهم من حواليه ما يفيده لتوضيح فكرته، فالخيام الذي تأسى وتأثر باستاذه ابن سينا يعتبر ذرة الغبار أساس كل شيء. فالإنسان عندما يموت يتبدل الجسم منه إلى ذرات وتراب ولعل التراب الذي يصنع منه الكوز هو من ذرات إنسان ما، وهذا يظهر جلياً في قوله:
{{أبيات|
كُلُّ ذراتِ هَذي الأرضِ كانتْ\\أَوْجهاً كالشُمُوسِ ذاتَ بهاءِ
أزلْ عَنْ وجهِكَ الترابَ\\فَهُوَ خَدٌّ لِكَاعِبٍ حَسناءِ 
إذن، يمكن أن يفكر الشاعر بأن الروح في الجسد بمثابة الخمرة في الإناء فالروح موغلة في الشفافية كما هو الشراب الصافي. وطبعاً هذه الفكرة لم تبدأ بالخيام ولم تنتهي به في تاريخ الأدب والشعر الصوفي والعرفاني الإيراني. والخيام يعتبر حلقة من حلقاتها المتسلسلة.
وبطبيعة الحال، فإني بكلامي هذا لا أريد أن أبرأ ساحة أحد لما فعله، أو لم يفعله، لما احتسى، أو لم يحتس وهل كان شرابه طهوراً وهو شراب المعرفة والاشراق ومن يد ساقٍ هو الخالق المقتدر حسب الآية. وإلى آخره. لكن المهم أننا نضع حداً للخلط بين الأوراق وبين الرباعيات الرخيصة ورباعيات الخيام الفلسفية وذات الاسئلة الكبرى.
حكاية خرافية
ومن الحكايات الملفقة للخيام، يقال أنه نصب خواناً من الخمرة ليستمتع بلحظاته وينسى هموم الدنيا ومن فيها، فانشغل بإنشاد هذه الرباعية:
ناكرده گناه در جهان كيست بگو
وآن كس كه گنه نكرد چون زيست بگو
من بد كنم وتو بد مكافات دهى
پس فرق ميان من وتوچيست بگو
ومعناها:
لا أعرف في الحياة من عاش بلا ذنب
فإذا عرفته أنت فمن؟
إن رحت تجازيني بالسوء فما
فرق العملين بالحياتين إذن
وملفقوا هذه الحكاية ولكي يجعلوها أكثر دراماطيقية، يضيفون بأن عاصفة هبت آنذاك وقلبت مائدة الخيام وجعلتها كعصفٍ مأكول فغضب الخيام فأنشد رباعية أخرى يقول فيها:
إبريق مى مرا شكستى ربى
بر من در عيش را ببستى ربى
من مى خورم وتو مى كنى بدمستى
خاكم به دهن مگر تو مستى ربى؟
ومعناها:
ياربُّ لقد كسرتَ لي إبريقي
أغلقت عليّ باب عيشي وقدرتْ
إني ثملٌ وأنت في عربدةٍ
إغفر لي إن قلت فهل أنت سكرتْ؟
وطبعاً كما بيّنا، وللأسباب التي قدمناها سابقاً، لا يمكن لمثل هذه الرباعيات أن تكون من إنشاد عمرالخيام أصلاً. وهو الذي أنشد أبيات بالعربية يقول فيها:
ويبقى الأمر مطروحاً لأن الخيام لم يكتبها ولكن غيره كتبها، إذن الفكرة مطروحة لا تقبل الإنكار حتى وإن نفيناها عن الخيام.

## ترجمة رباعيات الخيام
أشهر ترجمة للرباعيات إلى اللغات الأجنبية هي الترجمة الإنجليزية التي قام بها الكاتب البريطاني إدوارد فيتسجيرالد. وقد نُشرت ترجمة فيتسجيرالد في أربع طبعات أعوام 1859، 1868، 1872، 1879. والطبعتان الأخيرتان تشكل كل منهما قصيدة من 101 رباعية. وتصف القصيدة يومًا بطوله من الفجر حتى المساء، مليئًا بالمتعة والبهجة، وبكثير من الحالات النفسية. وتشكو بعض المقطوعات من قِصر العمر ومن ظُلم الدنيا. بينما تتغنّى مقطوعات أخرى بالزهور أو العشق، أو الربيع، أو الخمر.
ونصف المقطوعات في عمل فيتسجيرالد تقريبًا ترجمات أو إعادة صياغة للرباعيات المنسوبة إلى عمر الخيام. وهناك من يضيف إلى الرباعيات بضع مقطوعات لشعراء فرس آخرين. هذا بالإضافة إلى أن فيتسجيرالد قام بتأليف بضع مقطوعات في الطبعات الأولى من ترجمته.
أما بالنسبة للترجمات العربية لرباعيات الخيام فهناك العديد ممن قاموا بترجمتها من أمثال وديع البستاني الذي يعد من الرواد من ترجموا الرباعية، وقد اعتمد البستاني على الترجمة الإنجليزية لفيتزجرالد ومحمد السباعي الذي صدرت ترجمته عام 1922 معتمداً على ترجمة فيتزجرالد أيضاً، وأحمد زكي أبو شادي، إبراهيم المازني، علي محمود طه، عباس العقاد، غنيمي هلال، أحمد رامي وغيرهم إلى اللغة العربية. وهؤلاء منهم من ترجم بعض الرباعيات ومنهم من عرّب عدداً كبيراً منها يصل زهاء ثلاثمائة وخمسين رباعية كما للزهاوي ولكن صاحب الرقم القياسي هو العراقي الآخر، أي عبد الحق فاضل الذي ترجم ثلاثمائة وواحد وثمانين رباعية.[بحاجة لمصدر]
لاقت رباعيات الخيام رواجاً كبيراً في العالم العربي وخاصة بعد أن ترجمها أحمد رامي وغنتها أم كلثوم، مما أمّن انتشارها لدى شريحة أكبر من القُرّاء والسامعين في العالم العربي، على سبيل المثال:
سمعتُ صوتاً هاتفاً في السحر
نادى من الغيب غفاة البشر
هبوا املأوا كأس المنى

قبل أن تملأ كأسَ العمر كفُّ الَقَدر

### مترجمو الخيام
- محمد الفراتي
- عيسى المعلوف - لبنان
- وديع البستاني - لبنان
- أمين نخلة - لبنان
- أحمد الصافي النجفي ـ العراق
- مصطفى جواد - العراق
- جميل صدقي الزهاوي ـ العراق
- عبد الحق فاضل - العراق
- محمد الهاشمي - العراق
- مصطفى وهبي التل - الأردن
- عيسى الناعوري - الأردن
- إبراهيم العريض - البحرين
- محمد حسن عواد - السعودية
- أحمد زكي أبو شادي - مصر
- إبراهيم المازني - مصر
- عبد اللطيف النشار - مصر
- علي محمود طه - مصر
- عبد الرحمن شكري - مصر
- أحمد رامي - مصر
- عباس العقاد - مصر

## استحالة الترجمة لجمالية القصيدة
يستحيل ترجمة بعض القصائد بنفس الجمال الموجود في اللغة الأم، وهذه أمثلة على ذلك مع الأسباب:

### ترجمة كلمة گور
آن قصر كه بهرام در أو جام گرفت؟
آهو بچه كرد وروبه آرام گرفت
بهرام كه گور مى گرفتى همه عمر
ديدى كه چه گونه گور بهرام گرفت ؟
الترجمة العربية:
بهرام غدا قصرك بعد السهراتْ
نهباً بيدي بنات أوى وضباء
قد كنت مدى العمر تصيد الضبياتْ
واليوم قد صادكَ قبر بعراء
ترجمة أخرى:
هنا لا توجد أي مناسبة بين الظبي والقبر ولكن في الفارسية كلمة گور تدل على المعنيين وبهرام كان يصيد الظبي ولهذا سمي ببهرام گور.

### ترجمة عبارة كوكو
آن قصر كه برچرخ همى زد پهلو
بر درگه أو شهان نهادندى رو
ديديم كه بركنگره اش فاخته أي
بنشسته همى گفت كه كوكو كوكو
الترجمة العربية:
كم زاحمَ ذا القصر ذرى كيوانِ
كم قبٌل بابه ذوو التيجانِ
واليوم على شرفته فاختةٌ
تبكي وتقول أين أين الباني
بيت القصيد في هذه الرباعية يتمحور حول عبارة «كوكو» التي تظهر مرة كشدو الحمام ومرة بمعنى «أين» ولكن الترجمة لا تقترب من بيت القصيد أصلاً...

## مزيد من القراءة
- بكار، يوسف حسين، «الترجمات العربية لرباعيات الخيام: دراسة نقدية»، منشورات جامعة قطر، الدوحة، 1988
- حسن، عبد الحفيظ، «رباعيات الخيام بين الأصل الفارسي والترجمة العربية»، هيئة قصور الثقافة، القاهرة

## وصلات خارجية
- آراء القراء حول رباعيات الخيام على  موقع أبجد
- آراء القراء حول رباعيات الخيام على الجودريدز